# Neoemadiellus uxoris
Neoemadiellus uxoris är en skalbaggsart som beskrevs av Clement 1986. Neoemadiellus uxoris ingår i släktet Neoemadiellus och familjen Aphodiidae. Artens utbredningsområde är Madagaskar. Inga underarter finns listade i Catalogue of Life.